# 잠자는 숲속의 미녀 (발레)

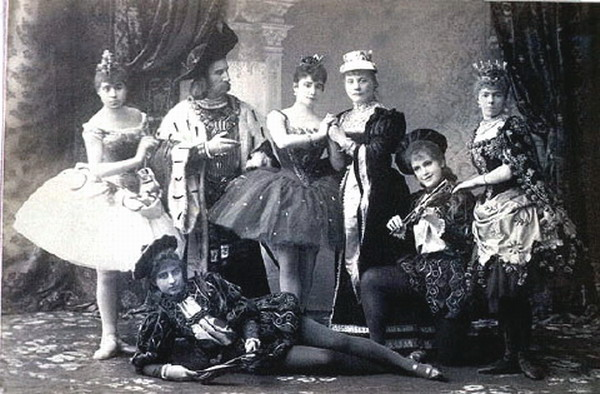

《잠자는 숲속의 미녀》(러시아어: Спящая красавица, 영어: The Sleeping Beauty)는 3막 5장으로 이뤄진 발레이다. 음악은 차이코프스키가 작곡하였고, 안무는 마리우스 프티파가 담당하였다.

## 줄거리
〔제1막〕제1장은 명명식(命名式). 프로레스탄 24세에게 기다리던 왕녀가 태어나 오로라 공주라고 이름짓는다. 그 명명식에 불청객인 요정 카라보스가 나타나 불길한 예언을 한다. 제2장은 주문(呪文) 장면. 그로부터 16년이 지난다. 오로라 공주는 아름다운 처녀로 성장, 4명의 왕자가 각각 결혼을 신청한다. 그 자리에 곱추노파로 변장한 카라보스가 숨어들어 바늘을 던진다. 왕녀는 손가락에 상처를 입고 카라보스의 예언대로 깊은 잠에 빠진다. 공주를 지키는 리라의 정령은 한 왕자의 키스로 눈을 뜨게 되자 사람들을 위로한다. 〔제2막〕숲 속의 환영(幻影) 장면. 그로부터 백년이 흘렀다. 숲에 온 왕자 차밍에게 리라의 정령이 잠든 공주의 이야기를 들려 주고, 훼방을 놓는 요정을 몰아내어 왕자를 공주가 있는 곳으로 데려간다. 〔제3막〕제1장은 궁전의 응접실. 왕자가 리라의 정령이 시킨 대로 잠든 공주에게 키스를 하자, 공주는 잠에서 깨나고 왕은 약속대로 왕자에게 오로라 공주와의 결혼을 승낙한다. 제2장은 결혼식. 오로라 공주와 차밍 왕자와의 그랑 파 드 되가 이 발레의 종말을 화려하게 장식한다.